# Tansarga
Pour le département, voir Tansarga (département).
Tansarga est une commune et le chef-lieu du département de Tansarga dans la province de la Tapoa de la région de l'Est au Burkina Faso. Cette région est connue pour ses vastes plaines et ses réserves naturelles, notamment le parc national d'Arly à proximité.

## Économie
L'économie de Tansarga est principalement basée sur l'agriculture. Les cultures de subsistance comme le mil, le sorgho, le maïs et les arachides sont courantes. L'élevage de bétail, y compris les bovins, les ovins et les caprins, joue également un rôle important dans l'économie locale.

## Santé et éducation
Tansarga accueille un centre de santé et de promotion sociale (CSPS).

## Situation actuelle
Depuis plusieurs années, la situation sécuritaire au Burkina Faso, y compris dans la région de Tansarga, s'est détériorée en raison des activités terroristes. Des groupes armés, dont certains affiliés à al-Qaïda et à l'État islamique, mènent des attaques régulières contre les civils et les forces de sécurité.
Ces attaques ont provoqué des déplacements massifs de populations et une insécurité alimentaire croissante. La région de l'Est, y compris Tansarga, est particulièrement touchée par cette violence.  